# Enrique Millán
Enrique Millán Alarcón (ur. 9 lutego 1908 w Campo de Criptana) – hiszpański biegacz narciarski.
W 1936 wystąpił na zimowych igrzyskach olimpijskich, na których startował tylko w biegu na 18 kilometrów. Nie dobiegł jednak do mety. Reprezentował barwy Club Penibético i Sociedad Sierra Nevada.